# Fanny Hill (1968)
Fanny Hill är en svensk komedi- och dramafilm från 1968 med regi och manus av Mac Ahlberg. I rollerna ses bland andra Diana Kjaer, Hans Ernback och Keve Hjelm.

## Om filmen
Förlagan var romanen Fanny Hill av John Cleland, utgiven 1748-1749. Filmen spelades in i Europafilms studio i Sundbyberg med Jan Lindeström som fotograf och klipptes sedan ihop av Ingemar Ejve. Originalmusik komponerades av Georg Riedel och i övrigt användes melodin "La Clucá de Sevilla" av Harry Arnold. Filmen premiärvisades den 11 november 1968 på biograf Saga i Stockholm. Den var 101 minuter lång, i färg och tillåten från 15 år.

## Handling
Landsortsflickan Fanny Hill flyttar till stan för att arbeta och blir där prostituerad. En förmögen man, Jan Wilhelmsson, fattar tycke för henne och när han dör i en hjärtattack blir hon arvinge. Efter att Fanny firat midsommar i skärgården träffar hon Roger, som hon haft en affär med tidigare. De reder ut tidigare missförstånd och blir ett par. Fannys förmögenhet kommer väl till pass då Roger har spekulerat bort hela sin.

## Rollista
- Diana Kjaer – Fanny Hill
- Hans Ernback – Roger Boman
- Keve Hjelm – Leif Henning
- Oscar Ljung – Jan Wilhelmsson
- Tina Hedström – Monika Arvidsson
- Gio Petré	– fru Schöön, bordelldirektris
- Mona Seilitz – Eva (flera källor uppger 'Charlotte', men i filmen presenterar hon sig som 'Eva')
- Astrid Bye – Hanna
- Bo Lööf – Will, chaufför hos Henning
- Gösta Prüzelius – Stig Boman, skeppsredare
- Hans Lindgren – direktör Krafftmann, bordellkund
- Kjell Lennartsson	– Rogers vän
- Börje Nyberg – Hennings vän
- John Harryson – advokat Berger
- Jan Erik Lindqvist – doktor Brandt
- Jarl Borssén – en bordellkund
- Anna Sundqvist – krogsångerska
- Marianne Ahrne – en kroggäst

### Fotnoter
1. 1 2 3  ”Fanny Hill”. Svensk Filmdatabas. http://sfi.se/sv/svensk-filmdatabas/Item/?itemid=4801&type=MOVIE&iv=Basic&ref=/templates/SwedishFilmSearchResult.aspx?id%3d1225%26epslanguage%3dsv%26searchword%3dfanny+hill%26type%3dMovieTitle%26match%3dBegin%26page%3d1%26prom%3dFalse. Läst 5 april 2013.